# Conus dictator
Conus dictator е вид охлюв от семейство Conidae. Видът не е застрашен от изчезване.

## Разпространение и местообитание
Разпространен е в Бахрейн, Йемен (Сокотра), Индия (Андхра Прадеш, Гоа, Гуджарат, Карнатака, Керала, Махаращра и Тамил Наду), Индонезия (Суматра), Иран, Катар, Обединени арабски емирства, Оман, Пакистан, Саудитска Арабия и Шри Ланка.
Обитава пясъчните дъна на морета и заливи.

## Описание
Популацията на вида е стабилна.